# Annika Langvad
Annika Langvad (Silkeborg, 22 de març de 1984) és una esportista danesa que competeix en ciclisme de muntanya en la disciplina de cross-country olímpic. Va guanyar cinc medalles en el Campionat Mundial de Ciclisme de Muntanya, entre els anys 2015 i 2018, i una medalla de plata en el Campionat Europeu de Ciclisme de Muntanya de 2016. Annika Langvad és una de les corredores més rellevants de la història del MTB. A l'edat de 36 anys es retira de la competició professional.

## Palmarès internacional
| Campionat Mundial | Campionat Mundial     | Campionat Mundial | Campionat Mundial     |
| Any               | Lloc                  | Medalla           | Competició            |
| ----------------- | --------------------- | ----------------- | --------------------- |
| 2015              | Vallnord ( Andorra)   | 2                 | Cross-country relay   |
| 2016              | Nové Město ( Txèquia) | 1                 | Cross-country olímpic |
| 2017              | Cairns ( Austràlia)   | 2                 | Cross-country relay   |
| 2018              | Lenzerheide ( Suïssa) | 2                 | Cross-country olímpic |
| 2018              | Lenzerheide ( Suïssa) | 3                 | Cross-country relay   |
| Campionat Europeu |                       |                   |                       |
| Any               | Lloc                  | Medalla           | Competició            |
| 2016              | Huskvarna ( Suècia)   | 2                 | Cross-country olímpic |

## Palmarès
2010
- Campionat de Dinamarca de Contrarellotge

2011
- Campionat de Dinamarca de Contrarellotge

2013
- Campionat de Dinamarca de Contrarellotge

2018
- 3ª en el Campionat de Dinamarca de Contrarellotge